# Montbéliard
Montbéliard je komuna u Francuskoj, blizu tromeđe između Francuske, Njemačke i Švicarske, 15 km južno od grada Belforta i 15 km zapadno od švicarske granice.
|  | Portal Francuske – Pristup člancima s tematikom o Francuskoj. |